# Signals
A Signals a kanadai Rush együttes kilencedik stúdióalbuma (összességében a tizenegyedik nagylemeze), amely 1982 szeptemberében jelent meg a Mercury Records kiadásában. A Signals a Rush pályafutásának legsikeresebb lemezének számító, előző Moving Pictures egyenes folytatásának tekinthető zeneileg, miközben a szintetizátorok váltak a Rush hangzásának meghatározó elemévé, és Neil Peart dobos is elektromos dobokra váltott. A lemez Losing It című dalában az FM zenekarból Ben Mink játszik vendégként elektromos hegedűn. Ez volt az utolsó Rush-album, amelynek Terry Brown volt a producere, aki a kezdetektől, 1974-től együtt dolgozott az együttessel.
Az album nagy slágerei kislemezen is megjelentek. Közülük a New World Man a Rush karrierjének legsikeresebb kislemeze lett: Amerikában a Billboard Hot 100 slágerlistán a 21. helyig jutott, míg a Billboard Mainstream Rock listáján a csúcsra került, első lett. A Subdivisions című dal ugyanezen a listán a 3. helyet tudta megszerezni.
A  Signals album egy hónap alatt platinalemez lett az Egyesült Államokban, ahol a 10. helyig jutott a poplemezek Billboard-listáján, míg a brit albumlistán a 3. helyet érte el. CD-n először 1989-ben jelent meg a Signals. 1997-ben a Rush Remasters sorozatban adták ki újra digitálisan feljavított hangzással az albumot.

## Az album dalai
1. Subdivisions – 5:33
2. The Analog Kid – 4:46
3. Chemistry – 4:56
4. Digital Man – 6:20
5. The Weapon (Part II of Fear) – 6:22
6. New World Man – 3:41
7. Losing It – 4:51
8. Countdown – 5:49

## Közreműködők
- Geddy Lee – ének, basszusgitár, szintetizátorok
- Alex Lifeson – elektromos és akusztikus gitár, Moog Taurus pedálszintetizátor
- Neil Peart – dobok és ütőhangszerek
- Ben Mink -  elektromos hegedű a Losing It című dalban

## Külső hivatkozások
- Rush hivatalos honlap
- Rush-diszkográfia – Prog Archives
- Subdivisions videóklip